# Јован Грчић Миленко
Јован Миленко Грчић (Черевић, 9. децембар 1846 — Черевић, 29. мај 1875) био је српски песник и доктор медицине.

## Биографија
Јован Грчић Миленко је био пореклом Грк. Његов отац Теодор Грчки био је трговац али је умро млад (1850) године, оставивши жену Ану рођ. Барако са троје деце (уз Јована, Ђорђа и Катицу).
Српску основну школу Јован је завршио у Черевићу, у немачку ишао у Петроварадину. Пет разреда гимназије затим завршио у Новом Саду, завршна три разреда у Сегедину и Пожуну/Братислави (1864-67), тада већ под србизованим презименом Грчић. У Бечу студирао медицину као стипендиста Матице српске (1867-1874) године. Тамо је био кућни прецептор (учитељ) у кући трговца Ђоке Милићевића, родом из Лаћарка. Био је један од најактивнијих чланова и тајник (секретар) српског студентског удружења "Зора" у Бечу.
Име Миленко је песник додао себи по имену девојке коју је једино истински волео.
Као гимназијалац у Новом Саду објавио је прве стихове у руком писаном часопису "Пупољак".
Због туберкулозе, која му од детињства прети, прекинуо је студије, и вратио се мајци, која га смешта у шумску тишину Беочинског манастира. Умро је у родном Черевићу, али је сахрањен је уз манастирску беочинску цркву, са Змајевим стиховима на споменику (...»Гора ти чува тело, а спомен Српство цело!«). Његови заостали рукописи изгорели су у рату 1914. године. Неки од заосталих рукописа су пронађени и чувају се у Завичајном музеју Черевића.
Улица у којој је рођен Јован Грчић Миленко, иначе главна улица, се сада зове његовим именом. У његовом родном месту Черевићу такође постоји музеј са његовим именом и Основна школа у Беочину, такође, носи његово име.

## Дела
- Песме. Спевао их Миленко (Беч 1869)
- У гостионици код 'Полу звезде' на имендан шантавог торбара (Матица, 1868)
- Сремска ружа (Матица, 1868-1869)
- Мозаик (Србадија, 1875-1876)